# Louise Abbéma
Louise Abbéma (Étampes, 30 de outubro de 1853 - Paris, 10 de julho de  1927) foi uma pintora, escultora e gravurista francesa.

## Biografia
Seus pais foram Henriette-Anne-Sophie d'Astoin (1826-1905) e o visconde Émile-Léon Abbéma (1826-1915), administrador da companhia de ferrovias de Paris-Orléans e chefe da estação de Étampes. Sua família e ela mantiveram vínculos com a comunidade artística da região onde moravam, inclusive estudante arte com diversos pintores mestres.
Como escritora, contribuiu para a Gazette des Beaux-Arts and L'Art. Manteve um relacionamento com Sarah Bernhardt, inclusive pintando uma obra em homenagem a ela.

## Trajetória e estilo

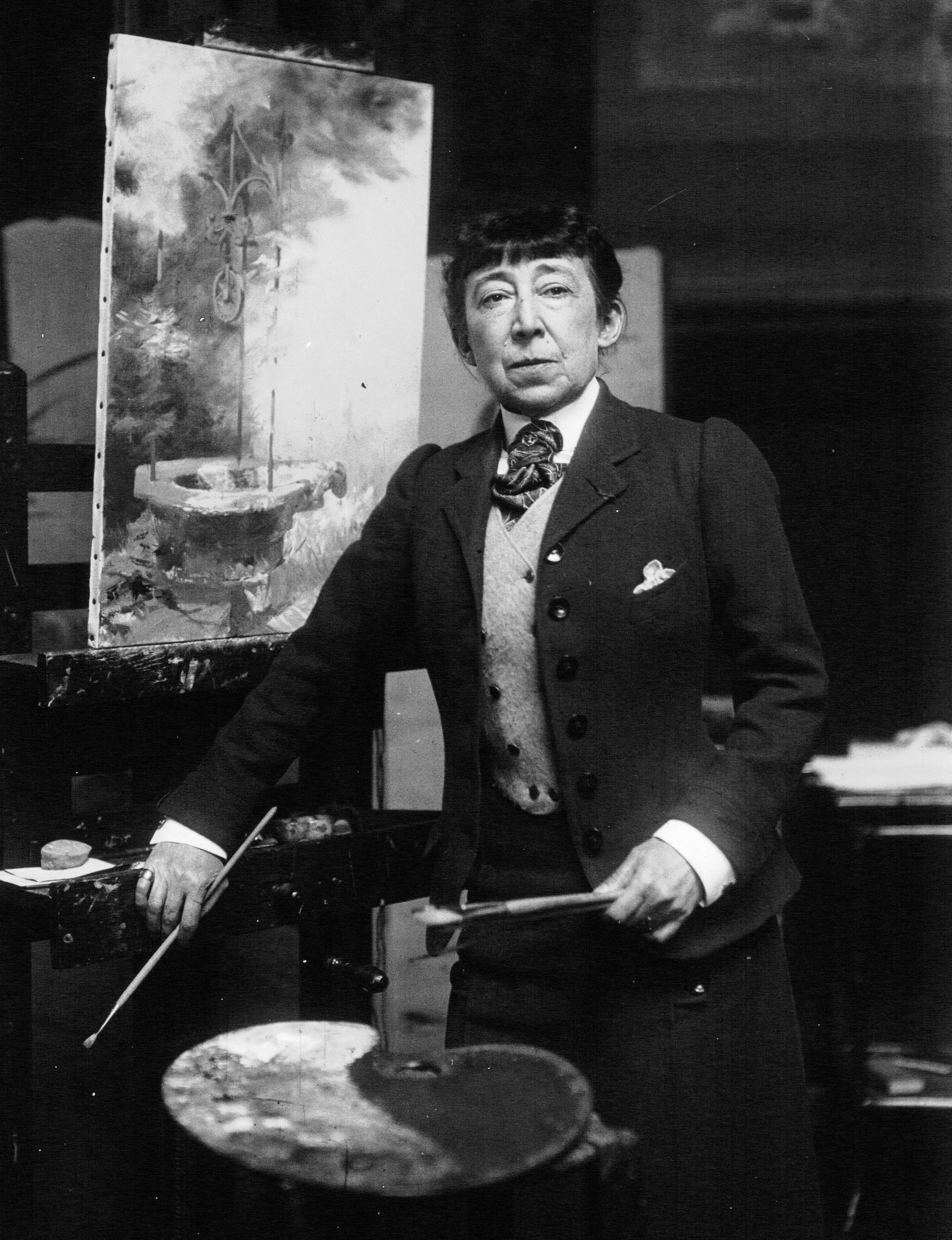
Louise Abbéma, em 1914

Aos 20 anos começou a pintar e foi para Paris estudar junto a Charles Chaplin e, no ano seguinte, com Carolus Duran. Também estudou com Jean-Jacques Henner. Para a época, uma mulher aceita entre os artistas e pintores era pouco comum.
Suas primeiras obras foram retratos de atores e atrizes da Comédie Française. Seu estilo foi influenciado pelas escolas de arte em que estudou e de aspectos impressionistas e acadêmicos. Os quadros retratavam membros da alta sociedade. Sua técnica se baseava em tinta a óleo, aquarela e pastel. Por mais que não seja tão lembrada, também pintou flores.
Abbema estreou-se no Salon de 1874 com a obra em homenagem à Sarah Bernhardt e não tardou a chamar a atenção pela franqueza e maleabilidade do seu talento, inclusive se tornando a pintora oficial dos retratos de Sarah. Produziu outros retratos, entre os quais se deve notar o de Paulo Mantz, Carolus-Duran, Charles Garnier, Fernand de Lesseps, pinturas decorativas, flores, frescas aguarelas, medalhões e águas fortes. Em 1878, o medalhão com o rosto de Bernhardt foi exibido no Salon.
A reputação da artista se aprimorou depois das apresentações no Salon, inclusive recebendo em 1881 uma menção honrosa e se apresentou por lá até 1926. No ano de 1893 suas obras foram exibidas no Women's Building.

## Nova Mulher
Uma vez em que o acesso à educação tornou-se maior no século XIX, as mulheres artistas começaram a fazer parte de iniciativas profissionais, incluindo a fundação de suas próprias associações de arte. As obras de artes feitas por mulheres eram consideradas inferiores, e como forma de ajudar na superação de tal estereótipo, as mulheres se tornaram cada vez mais confiantes para divulgar o trabalho feminino. Isso se tornou parte da crescente imagem de educada, moderna e livre Nova Mulher, ideário feminista do final do século XIX. As artistas então, “interpretaram papéis cruciais de representação da Nova Mulher, tanto ao desenhar imagens dos ícones quanto incorporando esse novo ideal em suas novas vidas”. Abbéma pintou diversos retratos de mulheres vestidas de modo andrógino participando de atividades intelectuais tradicionalmente ligadas ao homem da época. 

## Galeria

Obras de Louise Abbéma
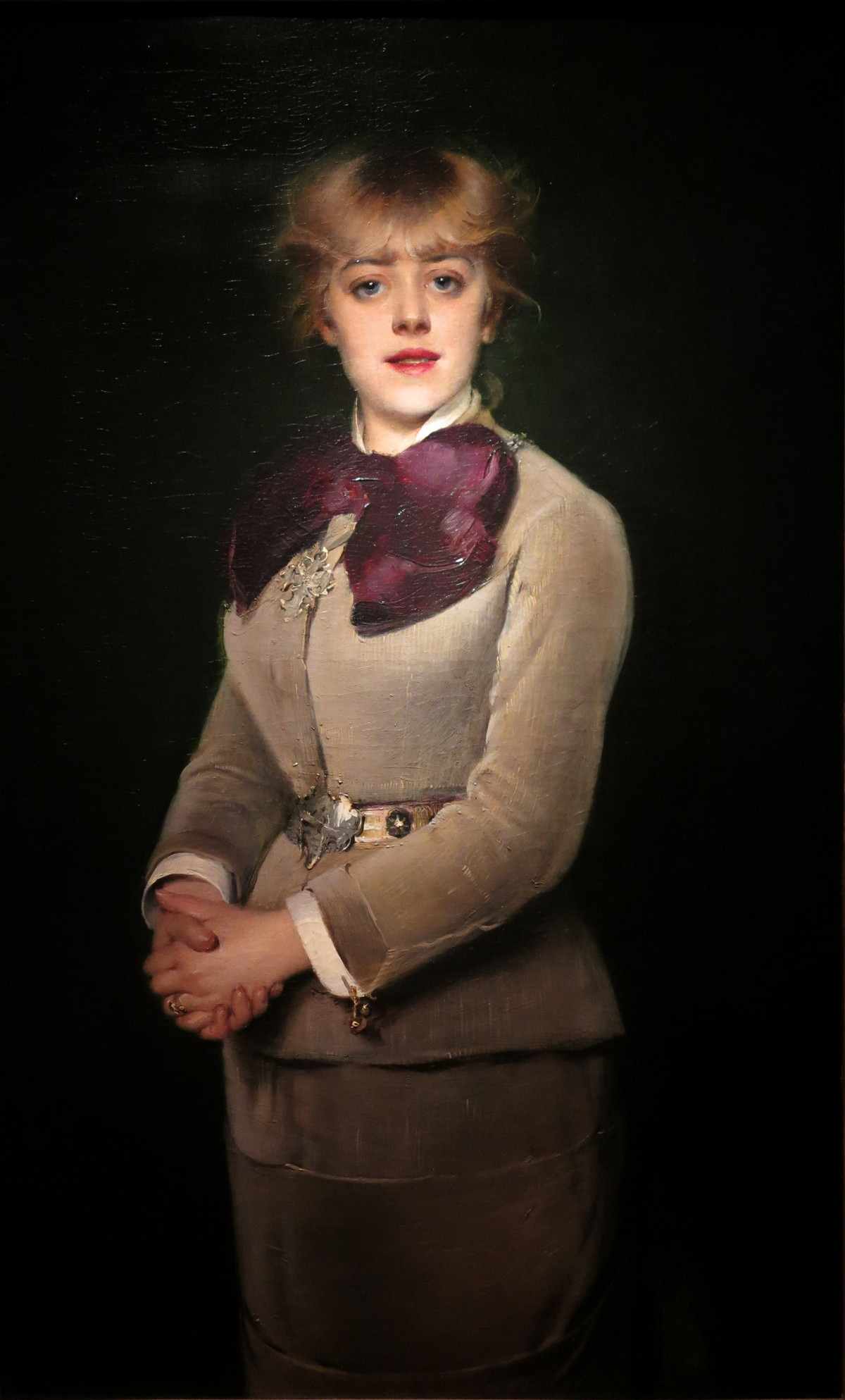
Portrait de Jeanne Samary (1879), Paris, Musée Carnavalet.
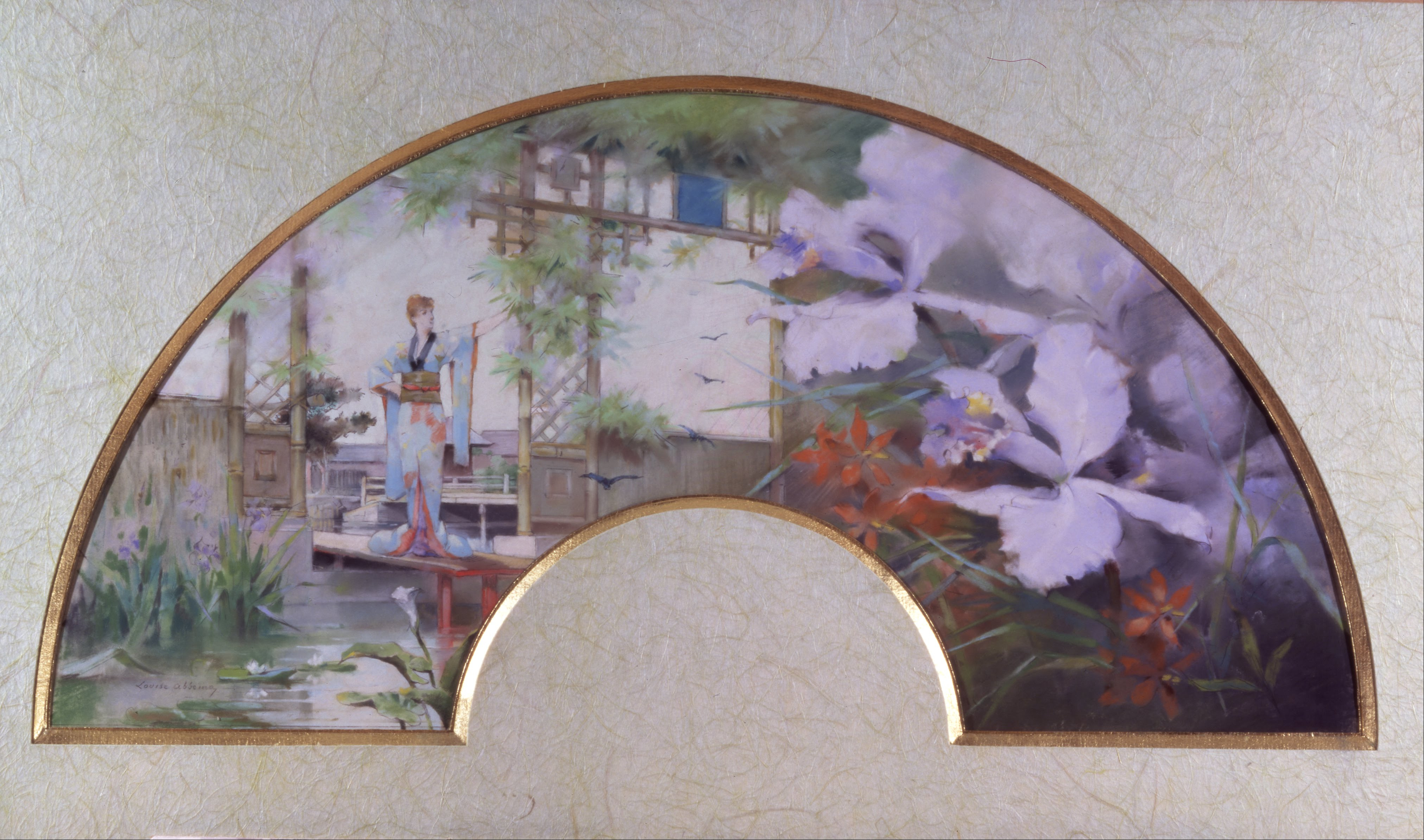
Sarah Bernhardt dans un jardin japonais (1885), New Brunswick, Zimmerli Art Museum.
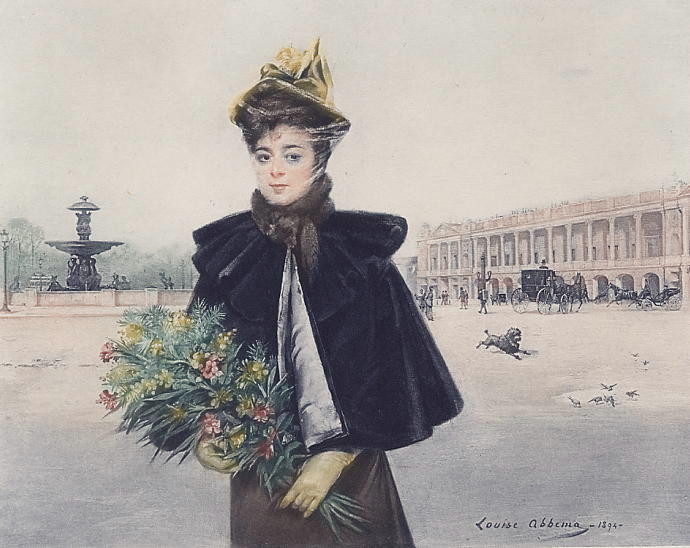
Matin d'avril (1894), local de exposição desconhecido.

## Leitura complementar
- Dicionário Universal Ilustrado, Ed. João Romano Torres & Cª.1911.